# Chang Chen
Chang Chen (張震T, 张震S, Zhāng ZhènP; Taipei, 14 ottobre 1976) è un attore taiwanese.

## Biografia

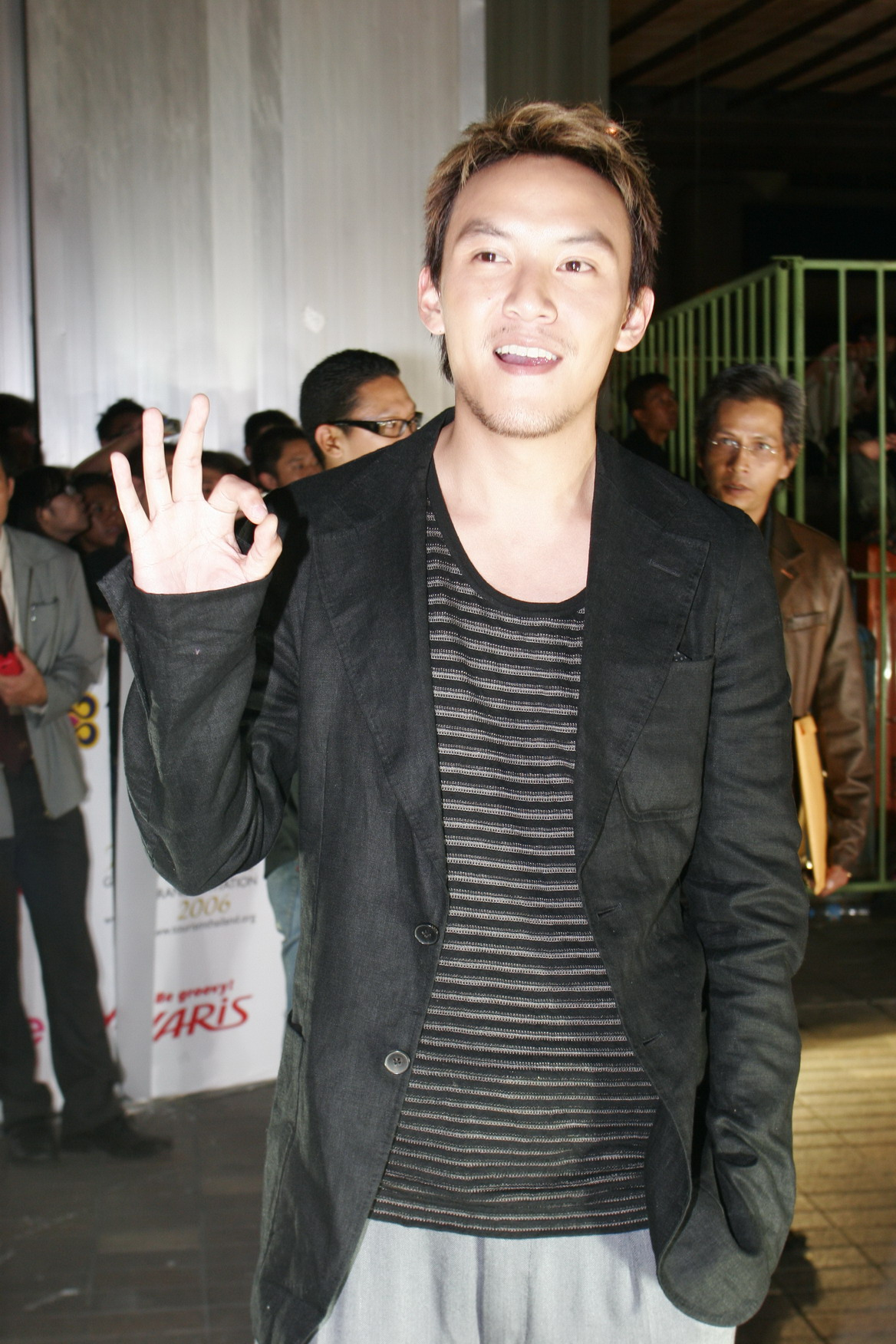
Chang Chen agli MTV Asia Awards 2006 a Bangkok, in Tailandia.

Nato a Taiwan da genitori originari della provincia cinese di Zhejiang, esordisce giovanissimo quando il regista Edward Yang lo vuole come protagonista del film A Brighter Summer Day (1991); Chang vi recita assieme al padre, l'attore Chang Kuo-chu (張國柱T, Zhāng GuózhùP), che interpreta proprio il padre del suo personaggio, uno studente ribelle. Il film riceve il plauso della critica internazionale e Chang viene candidato per la sua interpretazione ai Golden Horse Awards, i premi più importanti del cinema taiwanese. 
Nel 1997 fa il suo esordio nel cinema di hongkonghese con un ruolo da non protagonista al fianco di Tony Leung in Happy Together di Wong Kar-wai, per il quale viene candidato agli Hong Kong Film Awards. Raggiunge definitivamente la fama nel 2001, interpretando il guerriero Nuvola Nera nel film wuxia di successo mondiale La tigre e il dragone, diretto dal compatriota Ang Lee. Nel 2004 viene diretto nuovamente da Wong in 2046 e poi in un episodio del film collettivo Eros.
L'anno seguente è protagonista assieme a Shu Qi del film Three Times, diretto da un'altra figura centrale del cinema taiwanese come Hou Hsiao-hsien e in concorso al Festival di Cannes 2005; per la sua interpretazione nel ruolo di tre diversi personaggi dal 1911 ai giorni nostri viene nuovamente candidato ai Golden Horse. Nel 2006 interpreta il goista Go Seigen nel biografico Wú Qīngyuán, che gli vale una candidatura agli Asian Film Awards. Il 2007 segna poi il suo arrivo in un'altra importante cinematografia orientale, quella coreana, con un ruolo da co-protagonista nel film di Kim Ki-duk Soffio, in concorso a Cannes.
Tra il 2008 e il 2009, Chang interpreta il condottiero cinese Sun Quan nel colossal epico in due parti La battaglia dei tre regni, diretto da John Woo, ricevendo un'altra candidatura agli Hong Kong Film Awards come miglior attore non protagonista. Si fa notare ulteriormente dal grande pubblico nel 2014 col wuxia campione d'incassi nella Cina continentale Xiù chūn dāo, che gli vale una terza candidatura ai Golden Horse Awards, spingendolo a riprendere il proprio ruolo in un sequel del 2017.
Torna a frequentare il cinema d'autore collaborando per la quarta volta con Wong in The Grandmaster (2013) e di nuovo con Hou in The Assassin, in concorso al Festival di Cannes 2015. Recita poi nel giapponese Mr. Long, in concorso al Festival di Berlino 2017, mentre l'anno seguente è stato un membro della giuria del concorso del 71º Festival di Cannes. Farà il suo esordio in un film in lingua inglese col ruolo di Wellington Yueh nel fantascientifico Dune.

## Filmografia

### Cinema
- A Brighter Summer Day (Gǔ lǐng jiē shàonián shārén shìjiàn), regia di Edward Yang (1991)
- Májiàng, regia di Edward Yang (1996)
- Happy Together (Chūnguāng zhàxiè), regia di Wong Kar-wai (1997)
- La tigre e il dragone (Wòhǔ Cánglóng), regia di Ang Lee (2000)
- Dì yī cì de qīnmì jiēchǔ, regia di Gam Gwok-chiu (2000)
- Betelnut Beauty (Ài nǐ ài wǒ), regia di Lin Cheng-sheng (2001)
- Chinese Odyssey 2002 (Tiānxià wúshuāng), regia di Jeffrey Lau (2002)
- Dì xià tiě, regia di Joe Ma (2003)
- 2046, regia di Wong Kar-wai (2004)
- La mano (The Hand), regia di Wong Kar-wai, episodio di Eros (2004)
- Three Times (Zuìhǎo de shíguāng), regia di Hou Hsiao-hsien (2005)
- Silk - Si può catturare un fantasma? (Gui si), regia di Su Chao-bin (2006)
- Wú Qīngyuán, regia di Tian Zhuangzhuang (2006)
- Soffio (Soom), regia di Kim Ki-duk (2007)
- Tiān táng kǒu, regia di Alexi Tan (2007)
- Tōku no sora ni kieta, regia di Isao Yukisada (2007)
- Tíngchē, regia di Chung Mong-hong (2008)
- Shēnhǎi xún rén, regia di Tsui Hark (2008)
- La battaglia dei tre regni (Chìbì), regia di John Woo (2008-2009)
- Cáishén dào, regia di James Yuen (2010)
- Lán sè shǐ chē jú, regia di Ming Zhang Chen (2011)
- Healing, regia di Chiang Hsiu-chiung, episodio di Zuórì de jìyì (2011)
- Rè'ài dǎo, regia di Kam Kwok-Leung (2012)
- Wáng dè shèng yàn, regia di Lu Chuan (2012)
- The Grandmaster (Yīdài zōngshī), regia di Wong Kar-wai (2013)
- Shèngdàn méiguī, regia di Charlie Yeung (2013)
- Xiù chūn dāo, regia di Lu Yang (2014)
- Chì dào, regia di Longman Leung e Sunny Luk (2015)
- The Assassin (Cìkè Niè Yǐnniáng), regia di Hou Hsiao-hsien (2015)
- Il monaco che scese dalla montagna (Dàoshi xiàshān), regia di Chen Kaige (2015)
- Mr. Long (Misutā Ron), regia di Sabu (2017)
- Xiù chūn dāo II: Xiūluó zhànchǎng, regia di Lu Yang (2017)
- Wú wèn xī dōng, regia di Li Fangfang (2018)
- Xuě bào, regia di Siwei Cui (2018)
- The Soul (Jī hún), regia di Cheng Wei-hao (2021)
- Tsubaki no niwa, regia di Yoshihiko Ueda (2021)
- Dune, regia di Denis Villeneuve (2021)

### Televisione
- Chén xī yuán – serie TV, 60 episodi (2019)

### Video musicali
- Six Days – DJ Shadow (2002)

## Doppiatori italiani
Nelle versioni in lingua italiana dei suoi film, Chang Chen è stato doppiato da:
- Fabio Boccanera ne La tigre e il dragone, Eros
- Giorgio Borghetti in Chinese Odyssey 2002
- Corrado Conforti in Happy Together
- Christian Iansante in Mr. Long
- Riccardo Rossi ne La battaglia dei tre regni
- Osmar Santucho in The Assassin
- Francesco Meoni in Dune